# I Jesu namn där är min frälsning
I Jesu namn där är min frälsning är en psalm skriven av Olof August Welin 1878 och bearbetad av O.A. Wittander 1879. Melodin är en svensk folkvisa, som allmänt används till Vår store Gud gör stora under troligen från 1873.

## Publicerad i
- Lova Herren 1988 som nummer 37 under rubriken "Jesu Kristi namn"